# Destacamento penal de Bustarviejo
El destacamento penal de Bustarviejo (conocido localmente como Los Barracones) fue un campo de trabajo forzado del franquismo localizado en Bustarviejo que estuvo en funcionamiento desde el 9 de noviembre de 1944 hasta 1952. Situado en las faldas de la sierra de Guadarrama, fue uno de los nueve centros instalados por la dictadura de Franco en la Comunidad para finalizar las obras del ferrocarril directo Madrid-Burgos iniciadas en 1920.

## Historia

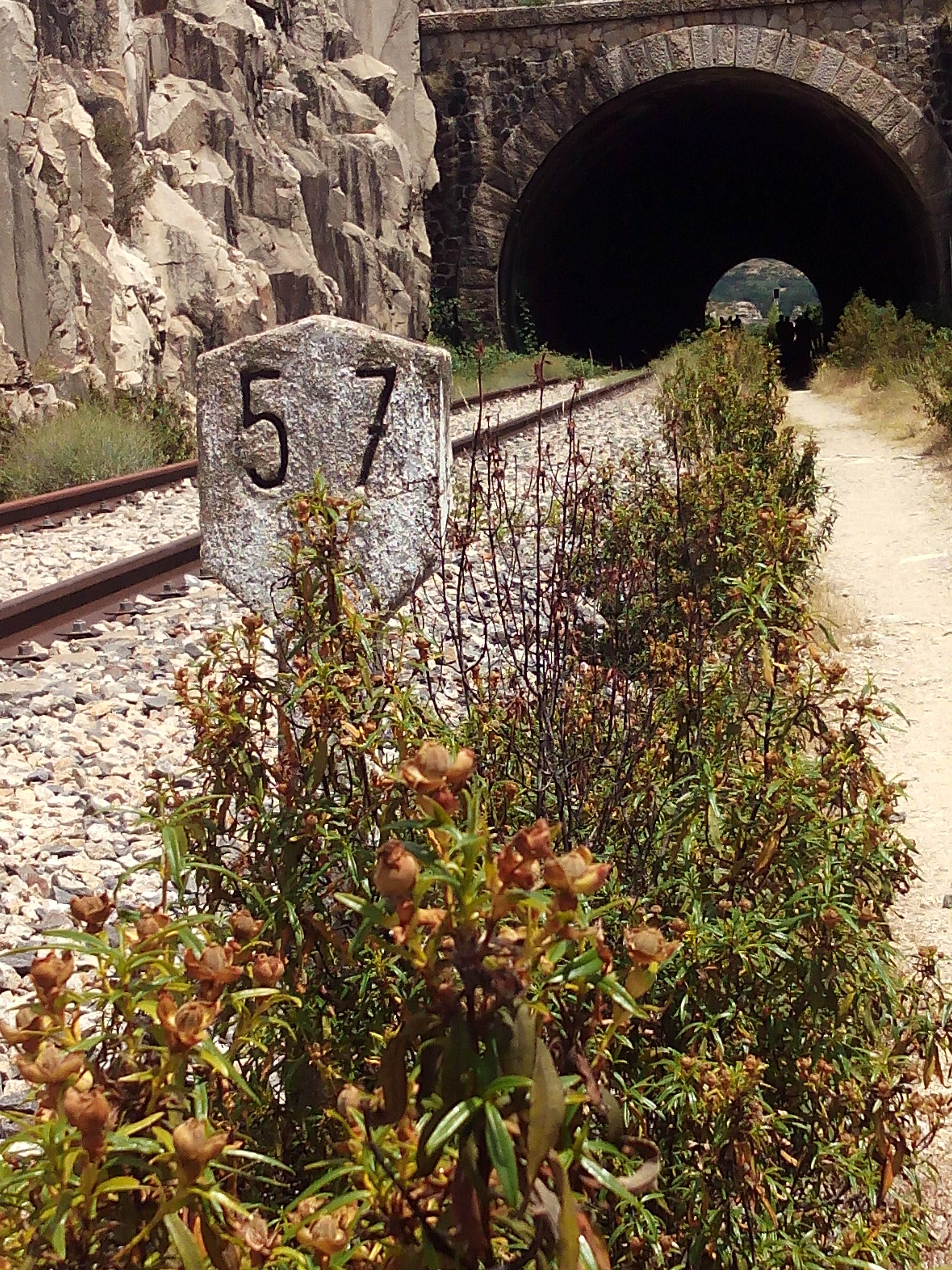
Túnel en las proximidades del penal

El destacamento penal de Bustarviejo, situado a 1,5 km del pueblo, estaba preparado para 250 prisioneros, alojando una media de un centenar de presos políticos y, en menor medida, presos comunes. Estos construyeron un viaducto, dos túneles y una estación de ferrocarril ubicada a las afueras del pueblo. La obra estuvo a cargo de la empresa contratista Hermanos Nicolás Gómez, que se benefició del sistema de redención de penas por el trabajo disponiendo de mano de obra en condiciones de semi-esclavitud.
Durante el periodo que estuvo en funcionamiento, formó parte del sistema represivo franquista que empleó mano de obra reclusa para la explotación laboral dentro de un modelo que buscaba la utilidad, la humillación, la expiación de pecados y la redención de los presos debido a la equiparación entonces existente entre el delito y el pecado. Además, este sistema sirvió como propaganda para la dictadura pues buscaba incidir sobre la ideología de los enemigos.
Contó en sus inicios con un total de 2000 presos, que estaban vigilados bajo la atención de los guardias de prisiones y de la Policía Armada. El destacamento fue un proyecto liderado por el Ministerio de Obras Públicas, en el que los presupuestos, el ritmo de construcción, los contratos y las formas de trabajo fueron establecidos desde el Gobierno según los parámetros del Nuevo Estado. Las empresas contratistas, Augusto Marroquín, Elizarrán, Hermanos de Nicolás Gómez, Ingeniería y Construcciones Marcor S.A. y Construcciones Bernal S.A., además de emplear un alto número de obreros libres con las condiciones laborales impuestas por el nuevo Fuero del Trabajo, recurrieron a una tecnología de explotación ofrecida por el Estado franquista: el trabajo forzado de los presos políticos en destacamentos penales.
Las obras de la línea ferroviaria habían comenzado en 1926, durante la dictadura de Primo de Rivera, con el Plan Guadalhorce, por lo que no coincide con el momento de construcción del destacamento. La construcción de la línea tuvo un parón durante la República y volvió a ponerse en marcha durante la etapa de la dictadura de Franco. Se focalizaron en la construcción de dos túneles: El Pendón (395 metros) y El Collado (248 metros), así como la Estación de Bustarviejo-Valdemanco y el viaducto de La Gargüera con 169 metros de longitud, 26 de altura y compuesto por 11 arcos de 12 metros. Estos trabajos se hicieron de forma lenta, prácticamente sin maquinaria, con ayuda de vagonetas, animales de carga y dinamita.
En 1952, finalizadas las obras, el destacamento quedó abandonado para su posterior conversión en un corral y manga ganadera. Así, el hecho de que estuviese situado en la Dehesa Vieja propició su conservación. Sin embargo, la línea de ferrocarril no fue inaugurada hasta 1968. 
Años más tarde, tras la promulgación de la Ley de Memoria Histórica de España (por la cual se reconocieron y ampliaron derechos a aquellos que sufrieron la persecución y la violencia de la guerra civil y la dictadura), en 2006 un equipo de arqueólogos de la Universidad Complutense de Madrid, coordinado por Alfredo González-Ruibal, realizó prospección del terreno, de tal forma que se inició un proyecto de investigación que llevó a cabo un estudio exhaustivo del yacimiento. Este proyecto coincidió con la elección del nuevo gobierno de coalición del Partido Socialista Obrero Español e Izquierda Unida, que llevó a cabo pequeños actos simbólicos aprovechando la coyuntura legal. Desde ese momento, el Ayuntamiento de Bustarviejo se involucró en el proyecto, autorizando administrativamente en 2010 la continuación de las excavaciones. Además, el Ministerio de Cultura concedió una subvención de 120 000 € para la restauración del edificio principal y la creación de una incipiente zona museística. A partir de ese momento, el destacamento fue incluido en las rutas turísticas ofertadas y se procedió a la inclusión en el catálogo de patrimonio histórico-artístico protegido por el Ayuntamiento.
En abril de 2016 se creó la Asociación de Memoria Histórica Los Barracones, con el fin de promover la rehabilitación del sitio y su historia, además de llevar a cabo actividades educativas y turísticas, a través de visitas guiadas desde la estación ferroviaria de Bustarviejo, en colaboración del Ayuntamiento, y otras actividades divulgativas. El 18 de noviembre de 2017, la asociación y el Ayuntamiento presentaron una iniciativa parlamentaria con el partido político Podemos en la Asamblea de Madrid, con el fin de proteger el destacamento y otorgarle el reconocimiento de Bien de Interés Cultural.

## Redención de penas por el trabajo
El destacamento penal de Bustarviejo formó parte de la red de centros donde los prisioneros de guerra y presos políticos tenían derecho a la redención de penas por el trabajo, sistema ideado por el régimen franquista para solventar el problema de saturación de las prisiones que había tras la guerra y, a la vez, disponer de mano de obra que realizara trabajos principalmente destinados a la construcción de infraestructuras o a la reparación de aquellas dañadas en la guerra civil española. Posteriormente se incluyeron trabajos de tipo intelectual o artístico que se realizaban en talleres educativos en las prisiones. Al redimir la condena por el trabajo, los presos aceleraban su puesta en libertad y su integración en la nueva sociedad civil. En el caso concreto de Bustarviejo, los trabajos se dedicaron a la construcción de las infraestructuras de la vía del ferrocarril directo Madrid-Burgos, para mejorar la conexión entre Madrid y las ciudades del norte peninsular. La redención de penas solía oscilar entre uno o dos días de condena por cada día trabajado.

## Arquitectura

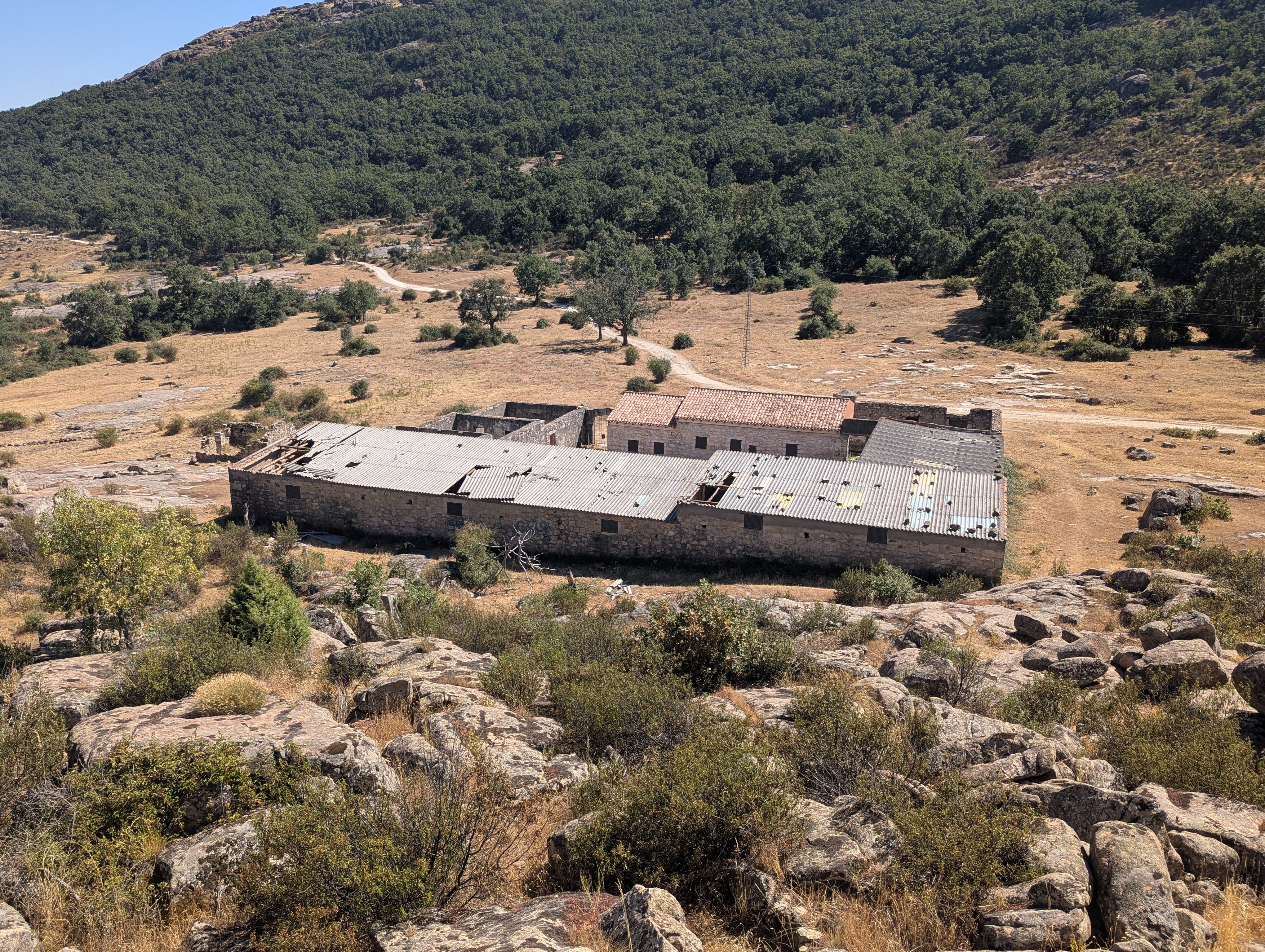
Vista general

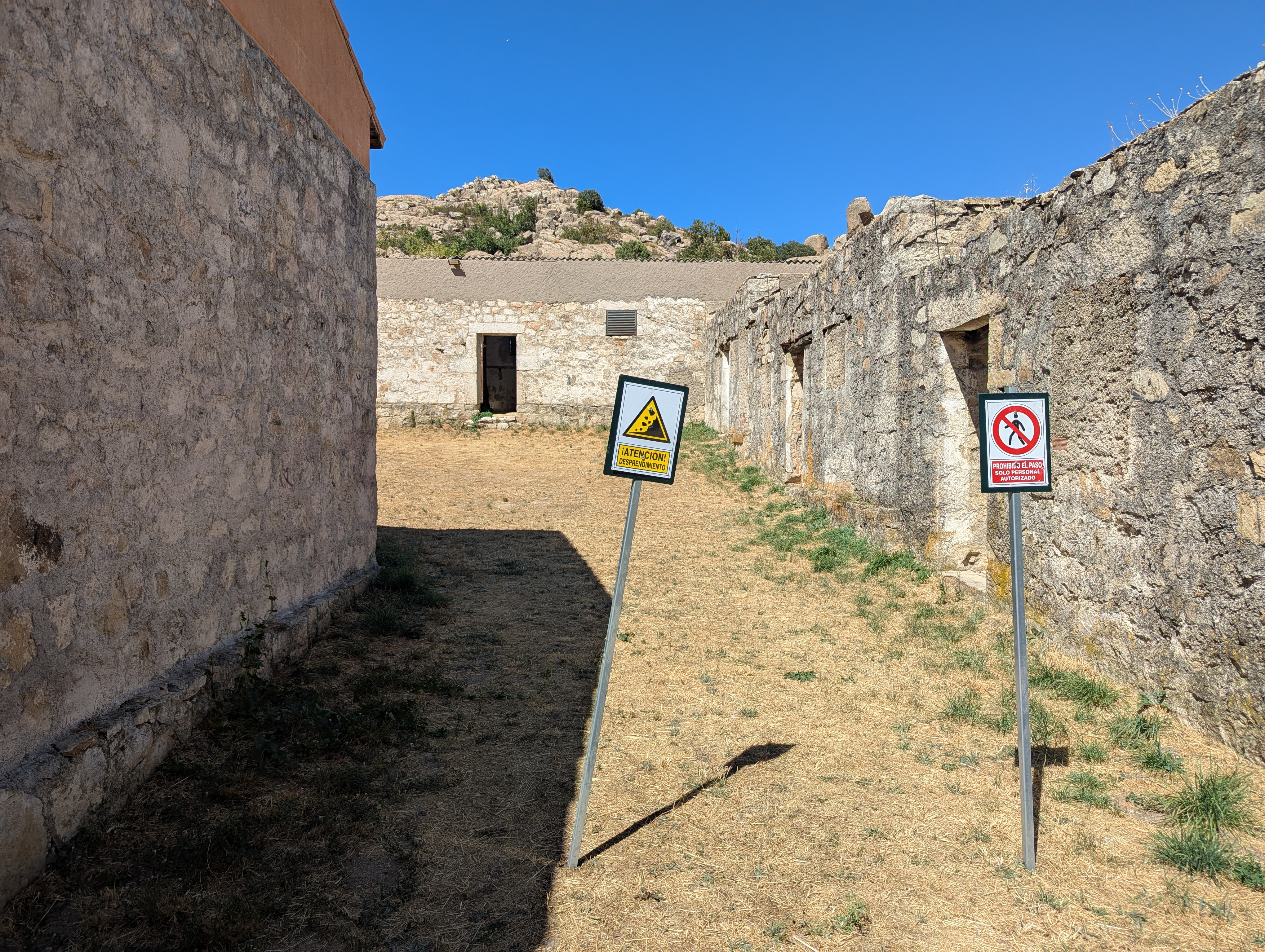
Acceso al patio interior

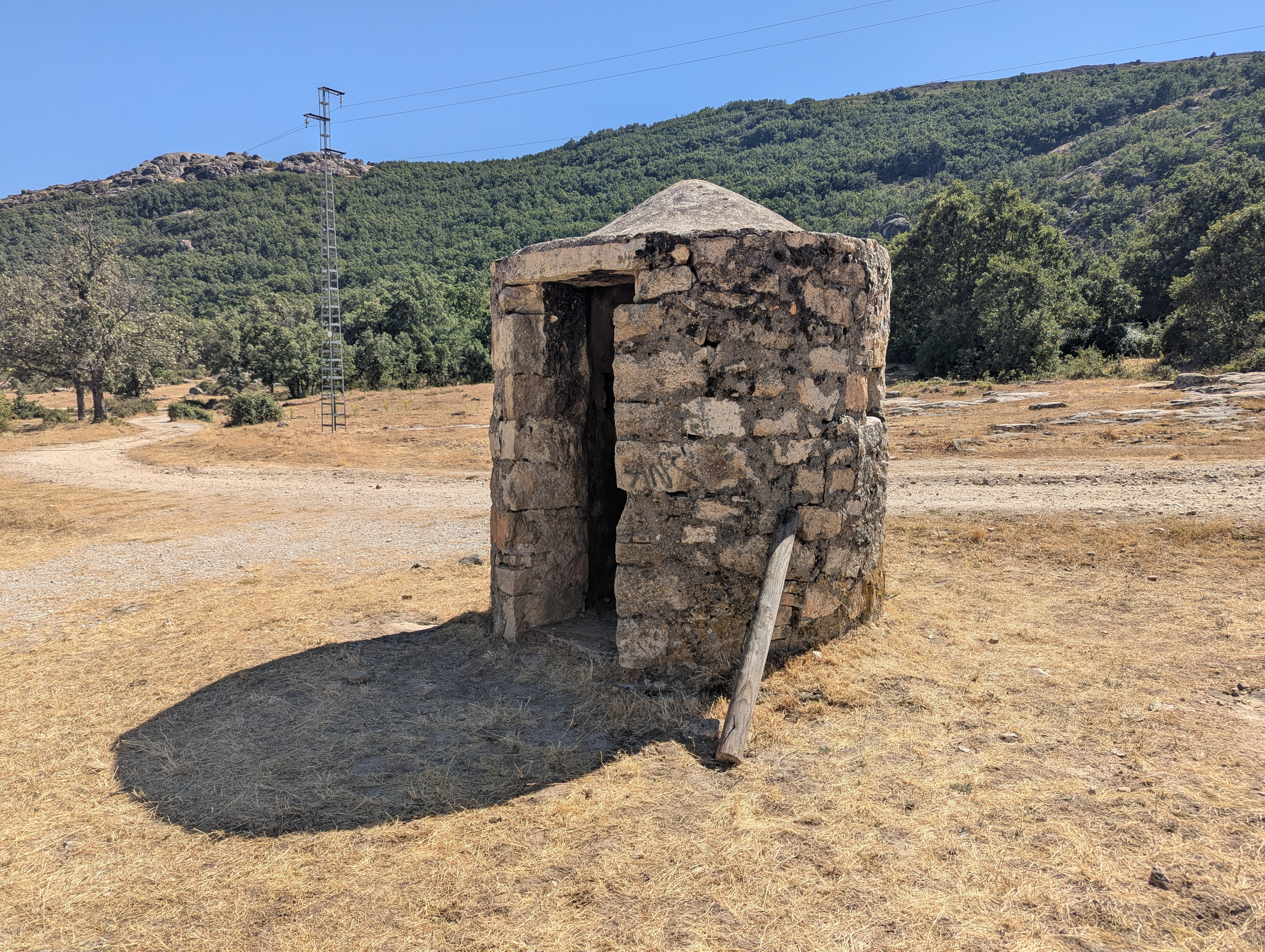
Una de las garitas

Respecto a la estructura represiva del penal, esta incluyó: la vivienda del teniente de la policía armada, tres barracones para los presos, un patio central, un economato, una enfermería, una cocina, letrinas y habitaciones para los guardias «situadas en la parte delantera actuando como un filtro entre los presos y el exterior». Como estructuras secundarias se pueden encontrar cuatro garitas, el polvorín, las cuadras y un lavadero de ropa. Alrededor se pueden observar varias torretas cuya función era controlar incursiones del exterior, como las de los «maquis», más que a los propios presos. Esta peculiaridad se puede deducir por una arquitectura orientada al exterior. Algo llamativo es la falta de una verja pues tenían permitido estar fuera del destacamento en su horario de descanso, reflejando una idea de falsa libertad, la cual fue introducida durante el franquismo con el objetivo de llevar a cabo un moldeamiento ideológico y aprovechar la fuerza productiva de los presos. Esto es característico ya que difiere del modelo clásico carcelario de vigilancia denominado «panóptico benthamiano».
Había una serie de colonias de familiares que ocupan un lugar central en la topografía de la represión franquista de Bustarviejo, estando, además localizadas sus viviendas por encima de los barracones de los presos y en directa visibilidad. Esta posición de vigilancia era secundaria ya que a su vez todos ellos, presos y familiares, estaban controlados por una autoridad superior. Una vez dentro, se aprecian formas de deshumanización tales como el caso de las letrinas, configuradas en forma de espacios sin intimidad. El número de presos oscilaba las 100-200 personas, que se alojaban en tres habitaciones colectivas en situación de hacinamiento. Las ventanas en las habitaciones estaban situadas a gran altura, lo cual conllevaba a una mala visión del exterior, otro ejemplo de represión desde el punto de vista arquitectónico. Por último, resulta llamativo el hecho de que haya decoración en este ambiente rudimentario que se representa a través de un detalle ornamental con cenefa pintada.

## Presos
A mediados de la década de 1940, había 121 destacamentos penales en toda España, que contaban con unos 16 000 presos aproximadamente. Para la construcción de la vía ferroviaria Madrid-Burgos, la Dictadura de Francisco Franco creó ocho destacamentos penales entre 1941 y 1957, y según la memoria de la Dirección General de Prisiones de 1944, en 1943, cinco de estos destacamentos fueron ocupados por más de un millar. En 1945, las memorias estiman unos 2000 presos distribuidos en 6 destacamentos. En 1949, las autoridades franquistas reconocían que por estos destacamentos penales habían pasado más de seis millares de reclusos.
En el caso de Bustarviejo, se calcula que la cifra osciló entre los 30 y 400 presos. Para esta obra se emplearía a presos de diferente índole. Pues había desde presos políticos, de guerra o comunes, estos últimos destacaban por su actividad en el estraperlo, mientras que los otros serían detenidos por su colaboración con el régimen republicano al acabar el conflicto o en la inmediata postguerra. Por lo general tenían un origen humilde, pero también había algunos prisioneros más adinerados, que estaban exentos a trabajar o convivir con el resto en barracones, además de que podían salir hacia el pueblo cuando recibían la visita de un familiar sin ser escoltado por los vigilantes.
Algunos familiares de los presos se trasladaron a las inmediaciones del penal. Se alojaban en una serie de cabañas donde pasaban penurias, además su situación económica era tan ínfima que debían robar en cultivos cercanos o mendigar, ya que apenas podían subsistir con el pequeño sueldo que recibía su familiar preso. Se han registrado algunas huidas, pero por lo general desistían de esto pues sus familiares dependían totalmente de ellos y por el hecho de que el destacamento fuese su último paso a la libertad.

## Vida cotidiana

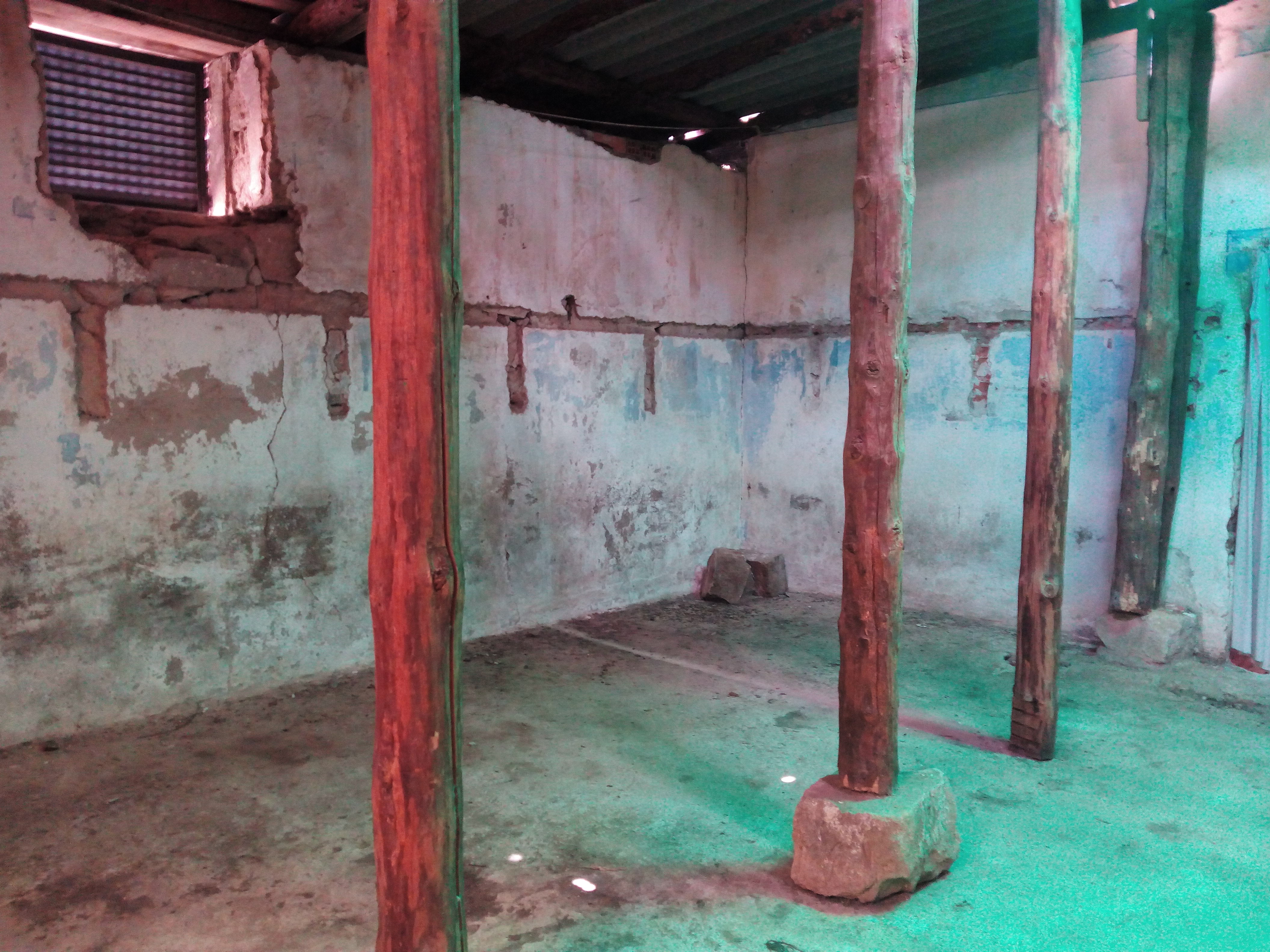
Barracones

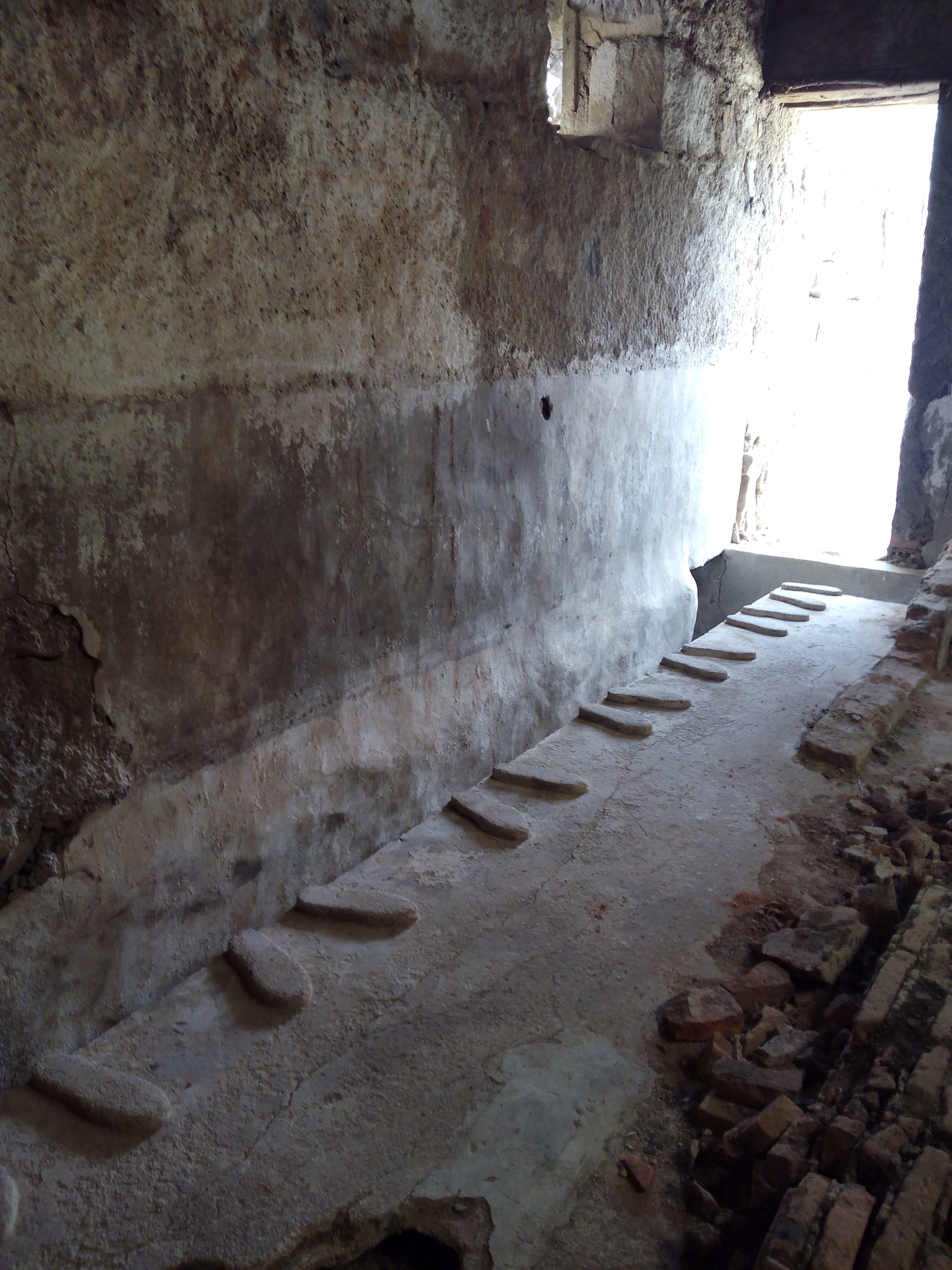
Letrinas

El día a día de los presos del destacamento consistía en el trabajo de construcción de la vía ferroviaria Madrid-Burgos. Las tareas se repartían entre los presos en dos o tres turnos laborales: un turno de seis de la mañana a dos de la tarde, otro de dos de la tarde a diez de la noche, y otro de diez de la noche a seis de la mañana. Los reclusos de cada turno, bajo la vigilancia de los agentes de la policía armada o de los guardias de prisiones, estaban repartidos en varias tareas. Estas tareas eran realizadas por grupos de entre quince y veinte trabajadores. Cada grupo estaba dirigido por un jefe de obra designado por las autoridades del penal.[cita requerida]
Las labores de construcción se llevaban a cabo seis días a la semana en condiciones de gran peligrosidad. No se les proporcionaban medidas de seguridad necesarias para las operaciones de construcción y el manejo de dinamita, como guantes, cascos o arneses. Esta situación llevó a que los accidentes laborales fueran habituales llegando algunos de ellos a tener consecuencias fatales para los presos involucrados. En uno de estos incidentes, que se cobró la vida de tres reos, el jefe del destacamento dijo «de estos cueros sacaré buenos látigos», ante los cuerpos de los trabajadores fallecidos.
La escasa alimentación que recibían los reclusos empeoraba las condiciones de vida. El desayuno consistía en una sopa de pan y fideos, el almuerzo se basaba en patatas y arroz, y la cena en boniatos y 50 gramos de carne. Este menú configuraba una dieta muy desequilibrada en la que la mayor parte de la alimentación se basaba en la ingesta de carbohidratos. Los presos que podían permitírselo complementaban su precaria dieta con otros productos que podían adquirir en el economato de la prisión.[cita requerida]
Las enfermedades como la tuberculosis, infecciones y plagas de piojos y chinches también formaron parte de la vida en el destacamento. Este tipo de afecciones parasitarias eran muy comunes dadas las condiciones de escasa higiene y hacinamiento en las que sobrevivían en el penal. Asimismo, la tuberculosis se veía favorecida también por la climatología de Bustarviejo, ya que a las frías temperaturas del invierno se le unía la escasa alimentación de los presos que les convertía en sujetos muy vulnerables a enfermar. El penal carecía de médico propio por lo que cuando eran necesario se recurría al del pueblo.[cita requerida]
Existía cierto espacio de ocio los domingos, que era el único día en el que estaban exentos de trabajar. Por la mañana, la asistencia a misa era obligatoria. Si el cura de Bustarviejo no bajaba al destacamento eran los propios presos lo que tenían que desplazarse hasta  la iglesia del pueblo, escoltados por los guardias y en fila de a uno hiciese el tiempo que hiciese. El resto del día podían charlar con otros compañeros y compartir anécdotas.[cita requerida]
Los presos del destacamento también mantuvieron cierta relación con el pueblo de Bustarviejo. Se sabe que en una ocasión en la que se produjo un grave incendio en la zona, los reclusos se ofrecieron a colaborar en su extinción. El alcalde de Bustarviejo consiguió que se les rebajaran las penas por esta acción.

### Familiares

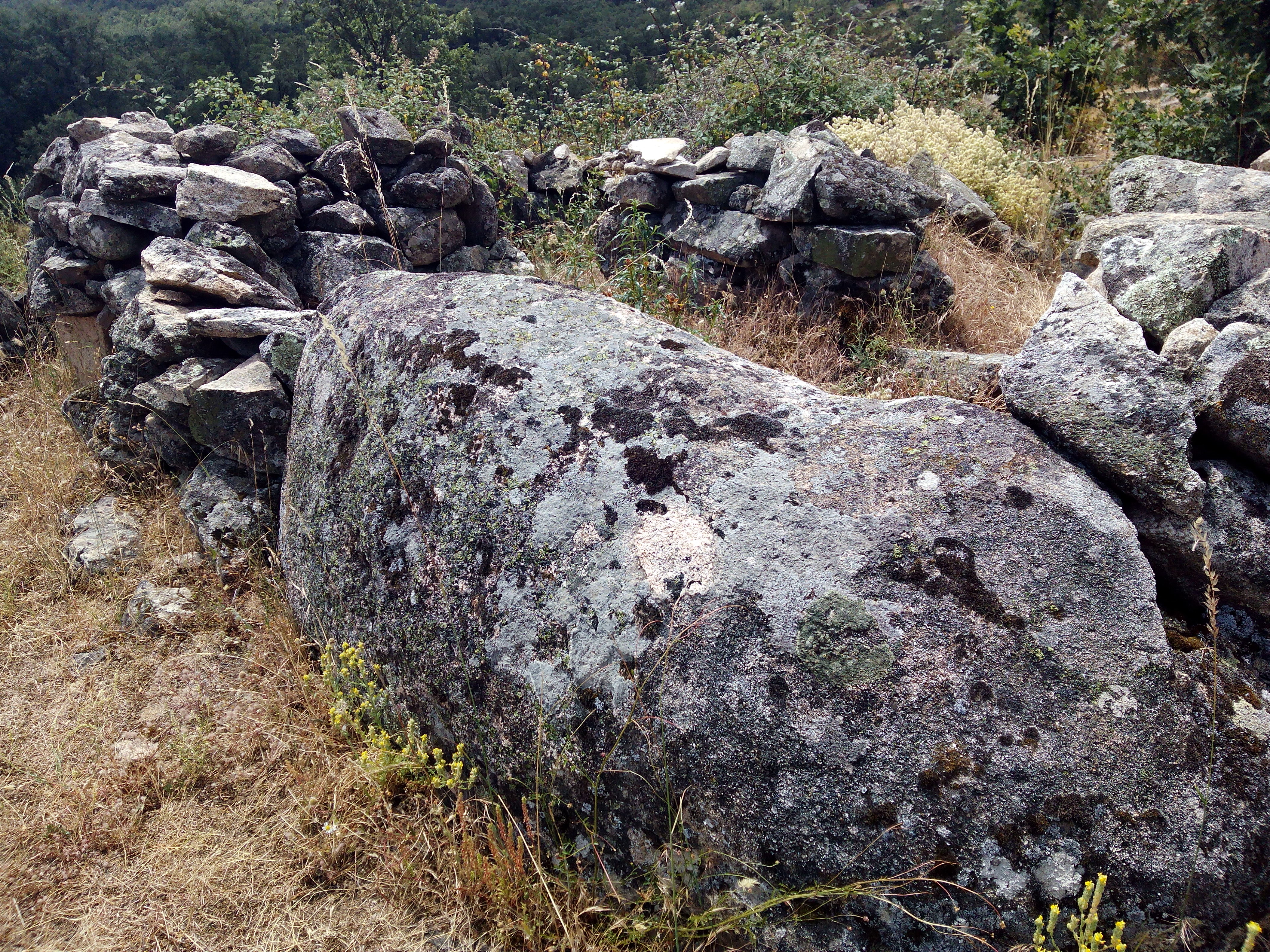
Chozas de los familiares

Los familiares de los presos también formaron parte de su universo carcelario. Este concepto engloba a aquellas personas que compartían un parentesco con un preso político y que se solidarizaron y movilizaron en torno a su circunstancia, un papel que habitualmente recaía en las mujeres. A su vez, estas mujeres de preso, término que engloba a esposas, madres, hijas o hermanas, se convirtieron en víctimas de represión franquista por su vínculo con los encarcelados. Sobre ellas recayeron las responsabilidades del cabeza de familia, apresado por el régimen, y que tuvieron que conjugar con las obligaciones domésticas, en una mezcla de la esfera pública y privada.
En el contexto del destacamento penal de Bustarviejo las familias jugaron un importante papel, convertidas en un instrumento de la represión hacia el preso como garantía de su trabajo y buen comportamiento. La Dirección permitió que se estableciesen en los aledaños del Penal en unas pequeñas chabolas de 2x2 metros construidas por los propios presos que operaban como viviendas. Estas eran ocupadas de forma permanente o temporal (fines de semana o vacaciones) por los familiares, que sufrieron condiciones de hambre, frío y miseria.
La instalación de las familias en el complejo coincidía con la recta final del preso en el camino hacia su salida del penal. El franquismo incidía en la institución de la familia católica, por lo que su estancia suponía un paso en la reinserción en la normalidad social del régimen. La Iglesia ejercía una influencia clave en la institución familiar, en la que debían primar los principios tradicionales en contraste con la “crisis de valores” que se había dado en los años de la República. Una estructura jerárquica conforme a “las cualidades esenciales de género” atravesaba a la familia, en la que el padre era cabeza de familia y figura dominante mientras que en la esposa recaía la maternidad y la ternura.
Son varios los testimonios de descendientes de los presos del penal. Este es el caso de Teófilo Sánchez, que confesaba en una entrevista a EFE haber conocido a su padre a los 6 años. Recordaba lo nefasta de una experiencia que no finalizó cuando abandonaron Bustarviejo, sino que la precariedad y la miseria les siguió acompañando a la salida. Los bienes materiales eran escasos; tal y como relata Teófilo, no tenían ni cubiertos.

## Divulgación
Durante la dictadura de Franco, se dio una adaptación de la historia al discurso franquista, que impidió el reconocimiento de la memoria histórica. Estas carencias arraigaron en el imaginario colectivo español. En la Transición, a pesar de que se estableció un régimen democrático que buscaba la reconciliación, se dejaron de lado las políticas de recuperación y reparación en materia de memoria histórica, al considerarlas una forma de reabrir viejas heridas.[cita requerida]
En este sentido, la labor historiográfica se vio marcada por la falta de financiación o de interés. Los años 90 fueron un punto de inflexión, dado que proliferaron nuevos estudios sobre las implicaciones colectivas de la guerra civil española y la conocida como “política del olvido” del posterior periodo democrático. Más adelante, destacarían la Ley de Memoria Histórica (2007) y el actual anteproyecto de Ley de Memoria Democrática.
En lo que referente al sistema educativo español, la docencia ha estado influida por la falta de tratamiento de la memoria histórica, situación agravada por manuales o enciclopedias históricas basados en mitos del franquismo que aun hoy continúan vigentes, sin aplicar un punto de vista crítico y objetivo. Asimismo, la reforma educativa constituida por la Ley Orgánica para la Mejora de la Calidad Educativa (2013) amplía el temario de historia, a la vez que se reducen las horas lectivas. Frente a esto, la apertura al público de yacimientos como el destacamento penal de Bustarviejo resulta útil para reflexionar sobre el tratamiento de la misma.[cita requerida]
A pesar de la existencia de la Ley de Memoria Histórica, España ha sido reprendida en múltiples ocasiones por el Consejo Europeo, considerando que existe un incumplimiento general de dicha ley, y una actitud laxa en cuanto a las ayudas que proporciona el Estado a las víctimas y sus familias. En países como Alemania, el concepto de memoria histórica se toma muy en serio: campos de concentración y trabajo que existieron en la Segunda Guerra Mundial son lugares de interés público y que «obligan a replantear el pensamiento». 
A la hora de dar a conocer el penal, el primer equipo arqueológico en excavar y la asociación Los Barracones recurrieron a una perspectiva de reencuentro y reparación histórica, buscando generar la reflexión, empatía y aprendizaje entre los visitantes desde el respeto a víctimas y familiares. Entre los medios utilizados, destacan la organización de visitas y coloquios y la difusión a través de medios de comunicación. Actualmente, existe un proyecto para darlo a conocer y conseguir su musealización, pero se encuentra paralizado debido a la falta de financiación.
La divulgación del penal de Bustarviejo enfrenta un doble problema: una perspectiva muy centrada en el municipio, normalmente absorbida por análisis de ámbito nacional, y una división política respecto a la memoria y la reparación jurídica y moral de las víctimas, desde la Transición española. El debate mediático y la divergencia política desenfocan la perspectiva histórica. La ARMH Los Barracones gestiona el penal desde 2016. Su promoción mediática se ha dado a través de redes sociales, internet, medios de comunicación locales y medios nacionales (El País, La Sexta o elDiario.es), que lo analizan en clave nacional. Sin embargo, ya hay algunos recursos divulgativos de tirada nacional sobre el penal.
Para su mantenimiento, también realizan diversos acontecimientos populares y culturales, como conciertos. Con todo esto, según datos de la asociación, el centro mantiene una media de 1100 visitas anuales, de las cuales 400 corresponden a los eventos realizados. De los visitantes extranjeros, los franceses son los que más acuden, ya que son familiares de los exiliados. Las visitas se llevan a cabo los primeros sábados de cada mes, con aforo limitado.
En 2006 un equipo de arqueólogos de la Universidad Complutense de Madrid, coordinado por Alfredo González-Ruibal, comenzase una pequeña prospección sobre los terrenos del destacamento, de tal forma que se inició un proyecto de investigación que llevó a cabo un estudio exhaustivo del yacimiento.
Este proyecto coincidió con la elección del nuevo gobierno de coalición del PSOE-IU, que llevó a cabo pequeños actos simbólicos tras la aprobación de la Ley de Memoria Histórica de España, por la cual se reconocieron y ampliaron derechos a aquellos que sufrieron la persecución y la violencia de la Guerra Civil y la dictadura. Desde ese momento, el Ayuntamiento se involucró en el caso del destacamento penal de Bustarviejo, autorizándose administrativamente en 2010 la continuación de las excavaciones. Además, el Ministerio de Cultura concedió una subvención de 120 000 € para la restauración del edificio principal y la creación de una incipiente zona museística. A partir de ese momento, el destacamento fue incluido en las rutas turísticas ofertadas y se procedió a la inclusión en el catálogo de patrimonio histórico-artístico protegido por el Ayuntamiento.

## Impacto cultural
El yacimiento del destacamento penal de Bustarviejo también ha sido y es aprovechado como un espacio para realizar diferentes representaciones artísticas al servicio de la historia pública. Por ejemplo, en él se han desarrollado recitales de poesía, como Canto General, cuya autoría corresponde a Pablo Neruda; conciertos de homenaje, como Concierto de Verano por la Memoria y diversas exposiciones de arte y fotografía. Además, ha sido escenario para la grabación de documentales como Paisajes para después de la Guerra, dirigido por Víctor Matellano.
Igualmente ha servido como localización para la recreación de la represión franquista en general. De entre dichas obras, destaca la del cineasta Fernando Trueba La reina de España. En ella, el director, a partir del interior de una estructura del yacimiento, simula una escena en el Valle de los Caídos. También el documental Las cartas perdidas de Amparo Climent, retrata las cartas de las mujeres exiliadas o encarceladas tras el golpe de Estado fascista que provocó la guerra civil española de 1936 a 1939, utilizando el destacamento para grabar alguna de sus escenas.
Asimismo, por su carga histórica, como muestra de la arqueología represiva franquista, también ha servido de espacio de representación para obras de teatro social como Presas de Papel, de la compañía Olí-Olé.